# Nuoto ai Giochi della XXX Olimpiade - 50 metri stile libero maschili
La gara dei 50 metri stile libero maschili dei Giochi della XXX Olimpiade si è svolta il 2 e il 3 agosto 2012. Hanno partecipato 58 atleti.

## Programma
| Data          | Ora (BST/UTC+1) | Turno      |
| ------------- | --------------- | ---------- |
| 2 agosto 2012 | 10:00           | Batterie   |
| 2 agosto 2012 | 19:32           | Semifinali |
| 3 agosto 2012 | 20:09           | Finale     |

## Record
Prima della competizione i record mondiale e olimpico erano i seguenti:
| Record mondiale | 20"91 | César Cielo Filho Brasile | 18 dicembre 2009 San Paolo, Brasile |
| Record olimpico | 21"30 | César Cielo Filho Brasile | 16 agosto 2008 Pechino, Cina        |

Durante la competizione tali record non sono stati migliorati.

## Risultati

### Batterie
| Pos. | Atleta                 | Nazione                   | Tempo | Batt. | Corsia | Note             |
| ---- | ---------------------- | ------------------------- | ----- | ----- | ------ | ---------------- |
| 1    | George Bovell          | Trinidad e Tobago         | 21"77 | 6     | 3      | Q                |
| 2    | César Cielo Filho      | Brasile                   | 21"80 | 8     | 4      | Q                |
| 3    | Bruno Fratus           | Brasile                   | 21"82 | 8     | 5      | Q                |
| 4    | Anthony Ervin          | Stati Uniti               | 21"83 | 6     | 4      | Q                |
| 5    | Roland Schoeman        | Sudafrica                 | 21"92 | 7     | 1      | Q                |
| 6    | Cullen Jones           | Stati Uniti               | 21"95 | 7     | 4      | Q                |
| 7    | Andrej Grečin          | Russia                    | 22"09 | 6     | 5      | Q                |
| 7    | Andrij Hovorov         | Ucraina                   | 22"09 | 7     | 7      | Q                |
| 7    | Florent Manaudou       | Francia                   | 22"09 | 8     | 3      | Q                |
| 10   | James Magnussen        | Australia                 | 22"11 | 7     | 5      | Q                |
| 11   | Luca Dotto             | Italia                    | 22"12 | 8     | 6      | Q                |
| 11   | Gideon Louw            | Sudafrica                 | 22"12 | 8     | 7      | Q                |
| 13   | Brent Hayden           | Canada                    | 22"15 | 8     | 8      | Q                |
| 14   | Krisztián Takács       | Ungheria                  | 22"19 | 6     | 6      | Q                |
| 15   | Norbert Trandafir      | Romania                   | 22"22 | 6     | 8      | Q                |
| 16   | Eamon Sullivan         | Australia                 | 22"27 | 7     | 3      | Q                |
| 17   | Stefan Nystrand        | Svezia                    | 22"32 | 6     | 2      |                  |
| 18   | Amaury Leveaux         | Francia                   | 22"35 | 7     | 6      |                  |
| 19   | Marco Orsi             | Italia                    | 22"36 | 7     | 2      |                  |
| 20   | Adam Brown             | Gran Bretagna             | 22"39 | 6     | 7      |                  |
| 21   | Sergej Fesikov         | Russia                    | 22"42 | 8     | 2      |                  |
| 22   | Jasper Aerents         | Belgio                    | 22"43 | 5     | 3      |                  |
| 23   | Hanser García          | Cuba                      | 22"45 | 6     | 1      |                  |
| 24   | Roy-Allan Burch        | Bermuda                   | 22"47 | 4     | 4      | Record nazionale |
| 25   | Ari-Pekka Liukkonen    | Finlandia                 | 22"57 | 7     | 8      |                  |
| 26   | Yang Shi               | Cina                      | 22"64 | 5     | 1      |                  |
| 27   | David Dunford          | Kenya                     | 22"72 | 5     | 4      |                  |
| 28   | Mario Todorović        | Croazia                   | 22"75 | 5     | 7      |                  |
| 29   | Barry Murphy           | Irlanda                   | 22"76 | 4     | 5      |                  |
| 30   | Ioannis Kalargaris     | Grecia                    | 22"80 | 8     | 1      |                  |
| 31   | Arni Már Arnason       | Islanda                   | 22"81 | 5     | 8      | =                |
| 32   | Brett Fraser           | Isole Cayman              | 22"91 | 5     | 5      |                  |
| 33   | Kacper Majchrzak       | Polonia                   | 23"00 | 5     | 6      |                  |
| 34   | Shehab Younis          | Egitto                    | 23"16 | 4     | 3      |                  |
| 35   | Federico Grabich       | Argentina                 | 23"30 | 5     | 2      |                  |
| 36   | Luke Hall              | Svizzera                  | 23"48 | 4     | 6      |                  |
| 37   | Kareem Ennab           | Giordania                 | 24"09 | 4     | 2      |                  |
| 38   | Chakyl Camal           | Mozambico                 | 24"43 | 4     | 7      |                  |
| 39   | Rahman Md Mahfizur     | Bangladesh                | 24"64 | 4     | 1      |                  |
| 40   | Kerson Hadley          | Micronesia                | 24"82 | 3     | 6      |                  |
| 41   | Adama Ouedraogo        | Burkina Faso              | 25"26 | 3     | 4      |                  |
| 42   | Zachary Payne          | Isole Cook                | 25"26 | 4     | 8      |                  |
| 43   | Emile Bakale           | Rep. del Congo            | 25"62 | 3     | 5      |                  |
| 44   | Kouassi Brou           | Costa d'Avorio            | 25"82 | 3     | 2      |                  |
| 45   | Tolga Akcayli          | Saint Vincent e Grenadine | 26"27 | 3     | 3      |                  |
| 46   | Giordan Harris         | Isole Marshall            | 26"88 | 3     | 1      |                  |
| 47   | Prasiddha Jung Shah    | Nepal                     | 26"93 | 3     | 8      |                  |
| 48   | Ponloeu Hemthon        | Cambogia                  | 27"03 | 3     | 7      |                  |
| 49   | Abdourahman Osman      | Gibuti                    | 27"25 | 2     | 2      |                  |
| 50   | Mohamed Elkhedr        | Sudan                     | 27"26 | 2     | 6      |                  |
| 51   | Ching Maou Wei         | Samoa Americane           | 27"30 | 2     | 3      |                  |
| 52   | Jackson Niyomugabo     | Ruanda                    | 27"38 | 2     | 7      |                  |
| 53   | Ganzi Mugula           | Uganda                    | 27"58 | 2     | 5      |                  |
| 54   | Paul Edingue Ekane     | Camerun                   | 27"87 | 2     | 4      |                  |
| 55   | Christian Nassif       | Rep. Centrafricana        | 28"04 | 1     | 5      |                  |
| 56   | Phathana Inthavong     | Laos                      | 28"17 | 1     | 4      |                  |
| 57   | Mulualem Girma Teshale | Etiopia                   | 28"99 | 2     | 1      |                  |
| 58   | Wilfried Tevoedjre     | Benin                     | 29"77 | 1     | 3      |                  |

### Semifinali
| Pos | Atleta            | Nazionalità       | Tempo | Batt. | Corsia | Note |
| --- | ----------------- | ----------------- | ----- | ----- | ------ | ---- |
| 1   | Cullen Jones      | Stati Uniti       | 21"54 | 1     | 3      | Q    |
| 1   | César Cielo Filho | Brasile           | 21"54 | 1     | 4      | Q    |
| 3   | Anthony Ervin     | Stati Uniti       | 21"62 | 1     | 5      | Q    |
| 4   | Bruno Fratus      | Brasile           | 21"63 | 2     | 5      | Q    |
| 5   | George Bovell     | Trinidad e Tobago | 21"77 | 2     | 4      | Q    |
| 6   | Florent Manaudou  | Francia           | 21"80 | 2     | 2      | Q    |
| 7   | Eamon Sullivan    | Australia         | 21"88 | 1     | 8      | Q    |
| 7   | Roland Schoeman   | Sudafrica         | 21"88 | 2     | 3      | Q    |
| 9   | Gideon Louw       | Sudafrica         | 21"92 | 1     | 7      |      |
| 10  | Andrej Grečin     | Russia            | 21"98 | 2     | 6      |      |
| 11  | James Magnussen   | Australia         | 22"00 | 1     | 2      |      |
| 12  | Krisztián Takács  | Ungheria          | 22"01 | 1     | 1      |      |
| 12  | Luca Dotto        | Italia            | 22"09 | 2     | 7      |      |
| 14  | Andrij Hovorov    | Ucraina           | 22"12 | 1     | 6      |      |
| 14  | Brent Hayden      | Canada            | 22"12 | 2     | 1      |      |
| 16  | Norbert Trandafir | Romania           | 22"30 | 2     | 8      |      |

### Finale
| Pos.    | Atleta            | Nazionalità       | Tempo | Corsia | Note |
| ------- | ----------------- | ----------------- | ----- | ------ | ---- |
| Oro     | Florent Manaudou  | Francia           | 21"34 | 7      |      |
| Argento | Cullen Jones      | Stati Uniti       | 21"54 | 5      |      |
| Bronzo  | César Cielo Filho | Brasile           | 21"59 | 4      |      |
| 4       | Bruno Fratus      | Brasile           | 21"61 | 6      |      |
| 5       | Anthony Ervin     | Stati Uniti       | 21"78 | 3      |      |
| 6       | Roland Schoeman   | Sudafrica         | 21"80 | 8      |      |
| 7       | George Bovell     | Trinidad e Tobago | 21"82 | 2      |      |
| 8       | Eamon Sullivan    | Australia         | 21"98 | 1      |      |